# Айшабібінський сільський округ
Айшабі́бінський сільський округ (каз. Айша бибі ауылдық округі, рос. Айшабибинский сельский округ) — адміністративна одиниця у складі Жамбильського району Жамбильської області Казахстану. Адміністративний центр — село Айшабібі.
Населення — 5844 особи (2021; 5423 у 2009, 3482 у 1999, 2556 у 1989).
Станом на 1989 рік існувала Головачовська сільська рада (села Головачовка, Кизилтан). 1997 року до складу округу включено ліквідований Каратобинський сільський округ, однак 2001 року він був відновлений.

## Склад
До складу округу входять такі населені пункти:
| Населений пункт     | Старі назви            | Населення, осіб (1989) | Населення, осіб (1999) | Населення, осіб (2009) | Населення, осіб (2021) |
| ------------------- | ---------------------- | ---------------------- | ---------------------- | ---------------------- | ---------------------- |
| Айшабібі, село      | Головачовка, Айша-Бібі | 2313                   | 2796                   | 4615                   | 4984                   |
| --Аулієбастау, село | -                      | -                      | -                      | 1                      | 1                      |
| Каратау, село       | -                      | -                      | 349                    | 635                    | 651                    |
| Аулієколь, село     | Кизилтан               | 243                    | 337                    | 172                    | 208                    |